# Nationaal park Manuel Antonio
Nationaal park Manuel Antonio (Spaans: Parque Nacional Manuel Antonio) is een nationaal park in Costa Rica. Het is sinds 1972 beschermd gebied. Dit nationaal park ligt in de provincie Puntarenas aan de Grote Oceaan. 
Nationaal park Manuel Antonio is begroeid met laaglandregenwoud. Het kustgebied is ruig met hellingen, kleine eilandjes en de stranden Playa Espadilla Sur en Playa Manuel Antonio.
Wat betreft fauna is nationaal park Manuel Antonio vooral bekend om de gele doodshoofdaapjes.